# Ordine (tassonomia)
In biologia, ai fini della tassonomia, l'ordine è uno dei livelli di classificazione scientifica degli organismi viventi, tanto della zoologia quanto della botanica.
Nell'organizzazione sistemica, l'ordine è inferiore alla classe e superiore alla famiglia. Nella stessa classe ci sono perciò uno o più ordini, e ciascun ordine è suddiviso in una o più famiglie.
I nomi degli ordini di Uccelli e Pesci terminano sempre con -iformi (-iformes),
EsempioI Passeriformi (Passeriformes) sono un ordine della classe degli Uccelli (Aves). Quest'ordine è ulteriormente suddiviso in quattro sottordini, di cui uno (Oscini) comprende gli uccelli europei.